# Młodzieżowe Mistrzostwa Polski Par Klubowych na Żużlu 2015
Młodzieżowe Mistrzostwa Polski Par Klubowych na Żużlu 2015 – zawody żużlowe, mające na celu wyłonienie medalistów młodzieżowych mistrzostw Polski par klubowych w sezonie 2015. Rozegrano trzy turnieje eliminacyjne oraz finał, w którym zwyciężyli żużlowcy MONEYmakesMONEY.pl Stali Gorzów Wielkopolski.

## Finał
- Gorzów Wielkopolski, 26 września 2015
- Sędzia: Wojciech Grodzki

| Miejsce | Kluby                                          | Suma | Zawodnicy                                             | Punkty                                             |
| ------- | ---------------------------------------------- | ---- | ----------------------------------------------------- | -------------------------------------------------- |
| złoto   | MONEYmakesMONEY.pl Stali Gorzów Wielkopolski   | 27   | Bartosz Zmarzlik Adrian Cyfer Rafał Karczmarz         | 14 (3,2,3,3,3,–) 11 (2,3,2,2,–,2) 2 (–,–,–,–,2,0)  |
| srebro  | Fogo Unia Leszno                               | 21+3 | Dominik Kubera Daniel Kaczmarek Bartosz Smektała      | 2 (w,2,–,0,–,–) 13+3 (2,3,2,–,3,3) 6 (–,–,1,1,2,2) |
| brąz    | SPAR Falubaz Zielona Góra                      | 21+2 | Krystian Pieszczek Alex Zgardziński Mateusz Burzyński | 16+2 (2,3,3,2,3,3) 0 (w,–,–,–,–,–) 5 (–,2,0,1,1,1) |
| 4       | KS Toruń                                       | 16   | Paweł Przedpełski Oskar Fajfer Marcin Kościelski      | 13 (2,1,1,3,3,3) 3 (d,d,0,–,1,2) 0 (–,–,–,0,–,–)   |
| 5       | Unia Tarnów                                    | 15   | Patryk Rolnicki Eryk Budzyń                           | 13 (1,3,3,3,1,2) 2 (t,1,1,0,0,0)                   |
| 6       | ŻKS ROW Rybnik                                 | 13   | Kacper Woryna Kamil Wieczorek                         | 12 (3,1,2,3,2,1) 1 (1,0,w,ns,–,–)                  |
| 7       | MDM Komputery ŻKS Ostrovia Ostrów Wielkopolski | 11   | Oskar Ajtner-Gollob Norbert Krakowiak                 | 9 (3,w,2,2,1,1) 2 (1,d,1,w,–,–)                    |

Bieg po biegu:
1. (60,62) Zmarzlik, Cyfer, Rolnicki, Budzyń (t)
2. (61,50) Woryna, Przedpełski, Wieczorek, Fajfer (d)
3. (62,03) Ajtner-Gollob, Kaczmarek, Krakowiak, Kubera (w/su)
4. (62,62) Rolnicki, Pieszczek, Budzyń, Zgardziński (w/u)
5. (61,03) Cyfer, Zmarzlik, Woryna, Wieczorek
6. (62,38) Kaczmarek, Kubera, Przedpełski, Fajfer (d4)
7. (62,12) Pieszczek, Burzyński, Krakowiak (d/s), Ajtner-Gollob (w/u)
8. (63,12) Rolnicki, Woryna, Budzyń, Wieczorek (w/u)
9. (61,53) Zmarzlik, Cyfer, Przedpełski, Fajfer
10. (62,59) Pieszczek, Kaczmarek, Smektała, Burzyński
11. (63,75) Rolnicki, Ajtner-Gollob, Krakowiak, Budzyń.
12. (61,68) Zmarzlik, Cyfer, Smektała, Kubera
13. (63,38) Woryna, Ajtner-Gollob, Wieczorek (ns), Krakowiak (w/su)
14. (62,25) Przedpełski, Pieszczek, Burzyński, Kościelski
15. 63,29) Kaczmarek, Smektała, Rolnicki, Budzyń
16. (62,21) Zmarzlik, Karczmarz, Ajtner-Gollob
17. (62,97) Pieszczek, Woryna, Burzyński
18. (62,87) Przedpełski, Rolnicki, Fajfer, Budzyń
19. (63,68) Pieszczek, Cyfer, Burzyński, Karczmarz
20. (64,18) Kaczmarek, Smektała, Woryna
21. (62,69) Przedpełski, Fajfer, Ajtner-Gollob
22. Bieg dodatkowy o 2. miejsce: (63,69) Kaczmarek, Pieszczek